# Pic Saint-Allouarn
Le pic Saint-Allouarn est un sommet de la Grande Terre, île principale de l'archipel des Kerguelen. Culminant à 1 189 mètres d'altitude, il se trouve dans le sud du massif Rallier du Baty, dans le sud-ouest de la péninsule éponyme.

## Toponymie
Son nom lui a été donné par Yves Joseph de Kerguelen de Trémarec en 1772 lors de sa découverte de l'archipel (ce nom figure ainsi sur la carte dite de Rosily établie à l'époque) en l'honneur de Louis Aleno de Saint-Aloüarn, commandant du Gros Ventre, second bateau de l'expédition vers les terres australes menée par Kerguelen, et qui mourut sur l'île de France (actuelle île Maurice) sur le chemin du retour.
On trouvait autrefois également le nom anglais de Smoking Mount (le « mont fumant ») en référence aux fumerolles se dégageant de ses flancs.